# FIFA 2000
FIFA 2000 — футбольная компьютерная игра, разработанная и выпущенная корпорацией Electronic Arts 27 октября 1999 года. Седьмая игра в серии и четвёртая в 3D. Игра была выпущенная для ряда игровых платформ: для PC, PlayStation, Game Boy Color.

## Обзор
Быстрый и простой геймплей создавал ощущение аркадности, что не могло радовать игроков, в связи с чем всё больший вес стала набирать серия International Superstar Soccer (впоследствии Pro Evolution Soccer) от Konami. Впервые в игру была включена футбольная лига США, в то же время во многих лигах всё ещё присутствовали нелицензированные игроки. В геймплее новинкой стала система пасов, когда определённые кнопки отвечали за пасы определённым игрокам. Так же появилось графическое отображение силы паса: красный цвет обозначал, что пас скорее всего будет перехвачен; жёлтый — что шансы 50/50; зелёный, что опасности потерять мяч практически нет. В игре также присутствовали специальные «классические» команды из прошлого — например, «Реал Мадрид» с составом 1950 года или сборная Бразилии времён 1970 года.
Существует бета-версия игры для приставки Nintendo 64, которая так и не появилась на свет.
Имеется ряд сборных команд, а также некоторые гранды мирового и европейского футбола, которые не входят в национальные чемпионаты (например «Динамо» Киев).

## Особенности
- Прекрасный искусственный интеллект (AI) компьютера, поддержка многопользовательской игры (хотя игры по Интернету нет — она появилась только в FIFA 2001)
- Интерактивный и яркий комментарий.
- Реалистичность (3D мяч, расширенный спектр движений).

## Саундтрек
Заглавной песней стала композиция Робби Уильямса — «It’s Only Us», которую, по многочисленным утверждениям, он согласился предоставить в обмен на включение в игру его любимой команды Port Vale (которая действительно была включена в игру в раздел «Особые команды»)
- Apollo 440 — Stop the Rock[1]
- DJ Sniper — Crossfader Dominator
- Gay Dad — Joy!
- Junior Blanks — All About Beatst (DJ Scissoricks Mix)
- Lunatic Calm — LC001
- Reel Big Fish — Sell Out

## Критика
| Сводный рейтинг    | Сводный рейтинг | Сводный рейтинг | Сводный рейтинг |
| Издание            | Оценка          | Оценка          | Оценка          |
| Издание            | GBC             | PC              | PS              |
| ------------------ | --------------- | --------------- | --------------- |
| GameRankings       | 46,50 %         | 85,41 %         | 87,27 %         |
| Иноязычные издания |                 |                 |                 |
| Издание            | Оценка          | Оценка          | Оценка          |
| Издание            | GBC             | PC              | PS              |
| AllGame            | [ 5 ]           | [ 6 ]           | [ 7 ]           |
| EGM                | N/A             | N/A             | 9,13/10         |
| GameFan            | N/A             | N/A             | 92 %            |
| Game Informer      | 4,5/10          | N/A             | 8,75,10         |
| GamePro            | N/A             | [ 12 ]          | [ 13 ]          |
| GameRevolution     | N/A             | A−              | A−              |
| GameSpot           | 5,4/10          | 9,1/10          | 9,4/10          |
| GameSpy            | N/A             | 90 %            | N/A             |
| IGN                | 2/10            | 8,8/10          | 9,1/10          |
| OPM                | N/A             | N/A             | [ 22 ]          |
| PC Gamer (US)      | N/A             | 88 %            | N/A             |

Игра получила положительные отзывы, в отличие от версии для Game Boy Color с 47% на GameRankings; сайт дал версии для PlayStation 87%, а PC-версии 85%.